# NGC 2576
NGC 2576 é uma galáxia espiral (Sb) localizada na direcção da constelação de Cancer. Possui uma declinação de +25° 44' 22" e uma ascensão recta de 8 horas, 22 minutos e 57,8 segundos.
A galáxia NGC 2576 foi descoberta em 29 de Março de 1865 por Albert Marth.